# Adolf Friedrich V. (Mecklenburg)

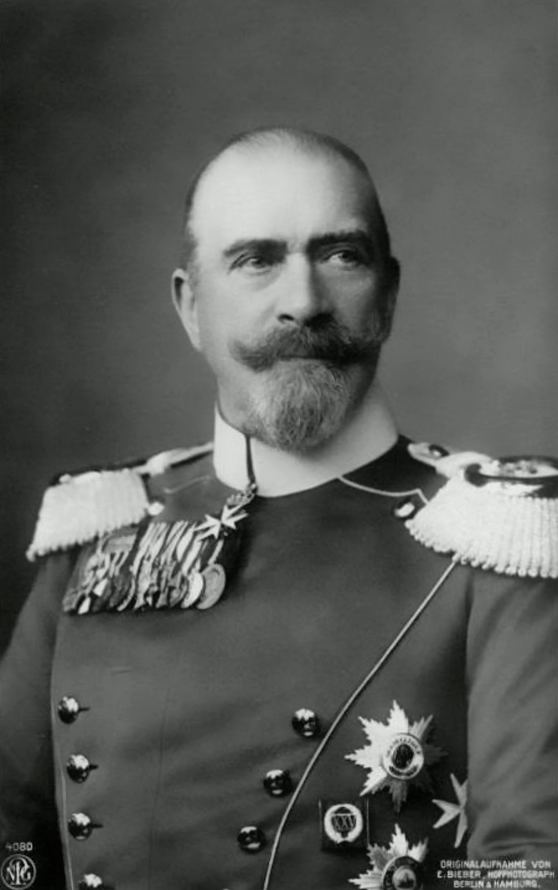
Großherzog Adolf Friedrich V.

Adolf Friedrich V., Großherzog von Mecklenburg [-Strelitz] (* 22. Juli 1848 in Neustrelitz; † 11. Juni 1914 in Berlin; vollständiger Name: Georg Adolf Friedrich Victor Ernst Adalbert Gustav Wilhelm Wellington) war von 1904 bis 1914 Großherzog von Mecklenburg im Landesteil Mecklenburg-Strelitz, General der Kavallerie.

## Leben
Adolf Friedrich war das einzige überlebende Kind des Großherzoges Friedrich Wilhelm (1819–1904) und dessen Ehefrau Prinzessin Augusta Karoline von Großbritannien, Irland und Hannover (1822–1916), Tochter von Adolph Friedrich, Herzog von Cambridge (1774–1850). Er wurde unter anderem nach seinen beiden Großvätern Georg und Adolph Friedrich, Königin Victoria, einer Cousine seiner Mutter, sowie nach dem Herzog von Wellington benannt.
Nach seiner häuslichen Erziehung erhielt der Erbgroßherzog seine schulische Ausbildung am Vitzthumschen Gymnasium in Dresden. Nachfolgend studierte er Rechtswissenschaften an der Universität Göttingen und wurde 1870 Mitglied (Inhaber des Bierzipfels) des Corps Saxonia Göttingen.
Seit der Thronbesteigung seines Vaters 1860 war Adolf Friedrich Erbgroßherzog von Mecklenburg im Landesteil Mecklenburg-Strelitz. Er nahm 1870/71 am Deutsch-Französischen Krieg teil. Am 18. Januar 1871 vertrat er seinen Vater bei der Ausrufung von König Wilhelm I. von Preußen zum Deutschen Kaiser („Kaiserproklamation“) im Schloss Versailles.
Er folgte nach dem Tod seines Vaters am 30. Mai 1904 als Großherzog von Mecklenburg im Landesteil Mecklenburg-Strelitz. Er setzte die übertriebene Sparsamkeit seines Vaters nicht fort und bemühte sich, sein Land zu modernisieren. Seine Versuche, eine Verfassung einzuführen, scheiterten. Der erste Versuch, die bestehende Ständeverfassung von 1755 durch die Einführung eines Herren- und Abgeordnetenhauses zu ersetzen, wurde im Juni 1908 vom mecklenburgischen Landtag abgelehnt. Obwohl auch der Schweriner Großherzog dem Projekt nicht so wohlwollend gegenüberstand, legten beide Großherzöge im Januar 1909 erneut Entwürfe vor, die trotz einiger Zugeständnisse 1913 wieder am Widerstand der Ritterschaft scheiterten. Nur für das Fürstentum Ratzeburg, für das der Landesgrundgesetzliche Erbvergleich von 1755 nicht galt, konnte Adolf Friedrich V. Änderungen durchsetzen. Erfolgreicher war der Regent bei der Neugliederung der Verwaltung seines Großherzogtums und der Vereinheitlichung und Verbesserung des Schulwesens.
Der schwerkranke 65-jährige Großherzog verstarb während eines Behandlungsaufenthalts in Berlin. Er wurde in Anwesenheit von Kaiser Wilhelm II. in der Familiengruft in Mirow beigesetzt.

## Ehe und Nachkommen

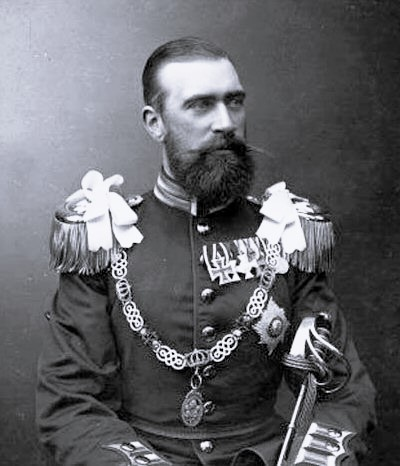
Adolf Friedrich V. mit der Collane des Order of the Bath

Am 17. April 1877 heiratete Adolf Friedrich in Dessau Prinzessin Elisabeth von Anhalt-Dessau (1857–1933). Aus der Ehe gingen vier Kinder hervor:
- Victoria Marie Auguste Luise Antoinette Karoline Leopoldine (1878–1948)

⚭ 1899–1908 Graf Georg Jametel (1859–1944)
⚭ 1914 Prinz Julius Ernst zur Lippe(-Biesterfeld) (1873–1952)
- Auguste Charlotte Jutta Alexandra Georgine Adolfine (1880–1946)

⚭ 1899 Kronprinz Danilo von Montenegro (1871–1939)
- Adolf Friedrich VI. Georg Ernst Albert Eduard (1882–1918, durch Suizid)
- Karl Borwin Christian Alexander Arthur (1888–1908 beim Duell)

## Regimentschef
- 30. Mai 1904 bis 14. November 1914 – Chef des II. Bataillons des Großherzoglich Mecklenburgischen Grenadier-Regiments Nr. 89.

## Auszeichnungen
Quelle:
- Hausorden der Wendischen Krone, Großkreuz
- Greifenorden, Großkreuz
- Gedächtnismedaille für Großherzog Friedrich Franz III.
- Militärverdienstkreuz
- Herzoglich Anhaltische Hausorden Albrechts des Bären, Großkreuz: 22. Mai 1866[8]
- Hausorden der Treue: 1889
- Orden Berthold des Ersten: 1889
- Hubertusorden: 1905[9]
- Orden Heinrichs des Löwen, Großkreuz: 1867[10]
- Herzoglich Sachsen-Ernestinischer Hausorden, Großkreuz: 1877[11]
- Hausorden der Rautenkrone: 1873
- Großherzoglich Hessischer Ludwigsorden, Großkreuz: 25. April 1877
- Oldenburgischer Haus- und Verdienstorden des Herzogs Peter Friedrich Ludwig, Großkreuz
- Hausorden vom Goldenen Löwen: 18. Juni 1882